# Filipenses 4
Filipenses 4 é o quarto e último capítulo da Epístola aos Filipenses, de autoria do Apóstolo Paulo, no Novo Testamento da Bíblia.

## Estrutura
A Tradução Brasileira da Bíblia organiza este capítulo da seguinte maneira:
- Filipenses 4:1 - Os inimigos da cruz de Cristo (continuação de Filipenses 3)
- Filipenses 4:2-7 - Evódia e Síntique. Regozijai-vos e orai
- Filipenses 4:8-9 - No que devemos pensar
- Filipenses 4:10-20 - Paulo agradece aos filipenses os benefícios
- Filipenses 4:21-22 - Saudações
- Filipenses 4:23 - A bênção